# 費爾納克鄉
46°07′N 21°09′E / 46.117°N 21.150°E
費爾納克鄉（羅馬尼亞語：Comuna Felnac, Arad），是羅馬尼亞的鄉份，位於該國西部，由阿拉德縣負責管轄，面積51平方公里，海拔高度109米，2011年人口2,931，人口密度每平方公里60人。